# Comunicación, Intercambio y Desarrollo Humano en América Latina
Comunicación, Intercambio y Desarrollo Humano en América Latina, conocida por sus siglas (CIDHAL), es una asociación civil con sede en Cuernavaca (Estado de Morelos, México) que ha destacado por su contribución al movimiento feminista en los campos de la documentación y difusión, la organización popular, la educación en temas de salud y sexualidad y, en los últimos años, en la promoción de participación ciudadana y los derechos políticos de las mujeres. En la actualidad, su misión es “contribuir como institución sólida a la equidad de género como eje del mejoramiento de la calidad de vida, a través de servicios de salud, educación, comunicación e información, estimulando la participación ciudadana y el respeto a los derechos humanos”.

## Historia
Fue fundada a finales de los sesenta bajo el nombre de Coordinación de Iniciativas para el Desarrollo de América Latina (CIDAL, nombre que conservó hasta 1974), por Elisabeth M. Hollants, una periodista y activista católica de origen belga que llegó a la Ciudad de Cuernavaca como parte del equipo del Centro Intercultural de Documentación (CIDOC) de Iván Illich.
En sus primeras décadas, el CIDHAL estuvo vinculado estrechamente al catolicismo popular y crítico de la teología de la liberación y las Comunidades Eclesiales de Base.

Sus  principales ejes de actividad en la época constaban en la inclusión plena de las mujeres en el liderazgo de las iglesias, la documentación de la situación socioeconómica de las mujeres   latinoamericanas,   la   educación   popular   en   temas   de   salud   y   la conformación   de   un   feminismo   popular   enraizado   en   las   circunstancias regionales.
El  CIDHAL  fue  uno  de  los  primeros  foros  en América  Latina  en  los que  se  abogó  por  el  acceso  de  las  mujeres  al  ministerio  ordenado  (i.  e. la ordenación  de  mujeres  en  la  Iglesia  católica).  En  temas  de reproducción, las colaboradoras  y  los  colaboradores  del  CIDHAL  criticaron  el  enfoque  desarrollista que buscaba eliminar la pobreza sólo con la ralentización del crecimiento demográfico,  pero  se  pronunciaron  por  el  acceso  a  los  anticonceptivos  e  incluso por  la despenalización  del  aborto.
Además de Hollants, en la historia del CIDHAL destaca el papel de Itziar Lozano, psicóloga de origen español que robusteció las actividades de la asociación en materia de derechos sexuales y reproductivos durante la década de los ochenta.